# 中興里 (臺中市太平區)
中興里，是臺灣臺中市太平區所轄的里。面積0.7619平方公里，人口3632人。北為宜佳里，東界以新平路臨東平里、永平里，東南連中政里，南為太平里，西以大里溪興東區東信里相傍。

## 里名由來
以境內之主要道路「中興路」命名。

## 歷史沿革
二戰後屬「東平村」（今東平里）管轄，民國69年（1980年）9月，劃東平村南半部置中興村；民國85年（1996年）8月1日，隨太平鄉升格為縣轄市太平市，中興村改制為中興里。民國94年（2005年）8月，行政區再次調整，中興里劃出里境東側歸永平里管轄，範圍就此底定至今。

### 書籍
- 國立臺灣師範大學地理學系，《臺灣地名辭書》卷十二《臺中縣》第二冊，國史館臺灣文獻館。ISBN 9789860105742

## 外部連結
- 臺中市太平區公所（页面存档备份，存于）